# Annie Easley

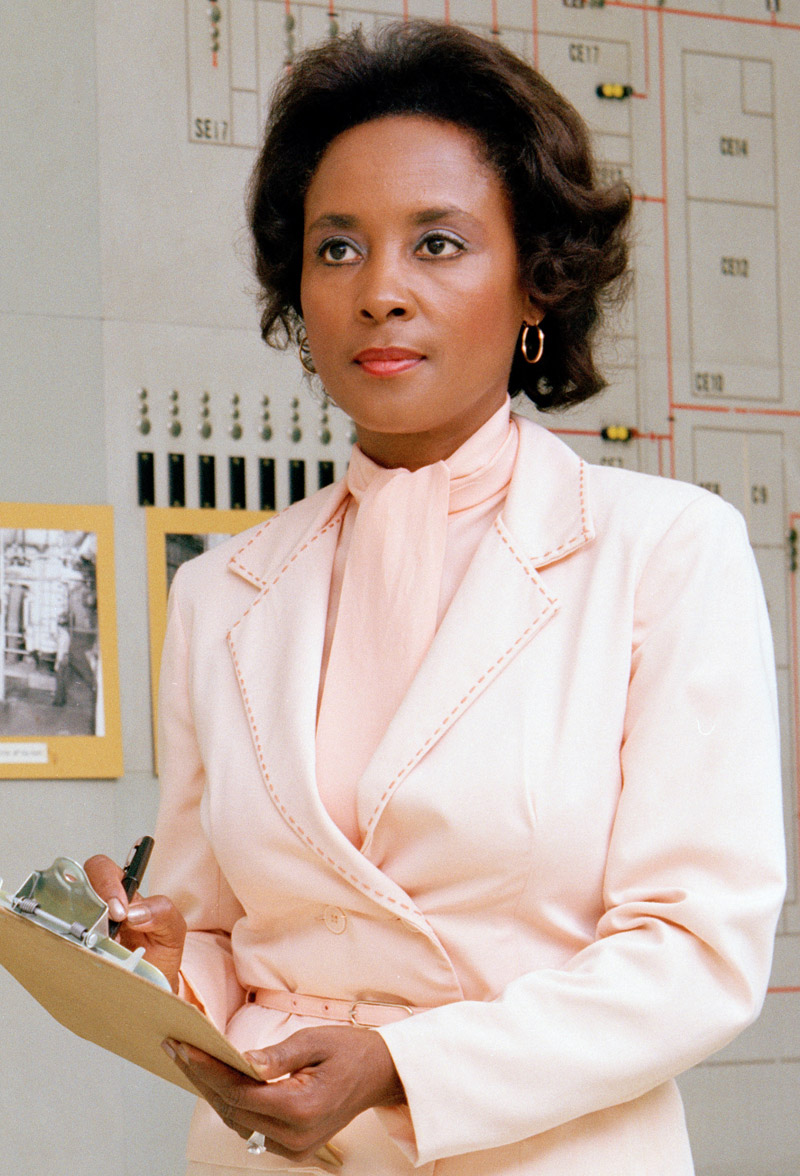
Annie Easley (undatiert)

Annie Jean Easley (* 23. April 1933 in Birmingham, Alabama, als Annie Jean McCrory; † 25. Juni 2011 in Cleveland, Ohio) war eine US-amerikanische Mathematikerin und Softwareentwicklerin, die für das Raumfahrtprogramm der NASA arbeitete.

## Leben
Annie McCrory wurde im April 1933 in Birmingham im US-Bundesstaat Alabama, in dem zu diesem Zeitpunkt ein System der Rassentrennung (siehe „Jim-Crow-Gesetze“) herrschte. Als Afroamerikanerin war sie von dieser Diskriminierung alltäglich betroffen. McCrory besuchte eine lokale High School, die sie als Jahrgangsbeste abschloss. Obgleich sie ursprünglich damit liebäugelte, Krankenschwester zu werden, entschied sie sich schlussendlich für ein Pharmaziestudium an der Xavier University of Louisiana. Dieses brach sie aber nach zwei Jahren ab, als sie den Soldaten Theodis Easley heiratete. Danach kehrte sie nach Birmingham zurück und arbeitete einige Zeit lang als Aushilfslehrerin. Als ihr Eheman 1954 seinen Militärdienst beendete, zog das Ehepaar nach Cleveland, Ohio, wo Easley – wie viele andere Amerikanerinnen der 1950er Jahre – zunächst Hausfrau war.
1955 stieß Easley über einen Zeitungsartikel über die Arbeit von Frauen als menschliche Computer beim National Advisory Committee for Aeronautics (NACA), der Vorgängerinstitution der heutigen NASA. Da sie stets mathematisch begabt war und mit dem Lewis Research Center eines der Forschungszentren der NACA in Cleveland lag, bewarb sich Easley um eine Anstellung und wurde angenommen. Obwohl Ohio nicht zu den Südstaaten gehört, war sie die erst vierte afroamerikanische Person, die am Lewis Research Center einen Arbeitsplatz bekam. Wenngleich sie zunächst als menschlicher Computer fungierte, wurden Easley bald andere Aufgabenfelder zugetragen. Unter anderem programmierte sie unter Benutzung von SOAP und Fortran Anwendungen zur Analyse elektrotechnischer Systeme, die zur Forschung an Antriebsbatterien und Energiewandlern beitrugen.
Trotz Diskriminierungen auf Basis ihres Geschlechtes und ihrer Hautfarbe erarbeitete sich Easley durch ihre Fähigkeiten Rnnommee in ihrem Forschungszentrum. In den 1960er Jahren arbeitete sie deshalb an der Entwicklung der Raketenoberstufe Centaur mit, dessen Design nach dem Fehlschlag des ersten Testflugs der Atlas-Centaur im Mai 1962 innerhalb von anderthalb Jahren überholt werden musste. Easley war Teil der Gruppe jener Raketenwissenschaftler, die diese erfolgreiche Überarbeitung bewerkstelligten. Insbesondere trug sie durch die Entwicklung bestimmter Sowtware zu diesem Erfolg bei. In den 1970er Jahren nahm Easley in Teilzeit ein Studium an der Cleveland State University auf, um sich fortzubilden und einen formalen höheren Bildungsabschluss in Mathematik zu erlangen. Unüblicherweise wurden ihre Kosten von der NASA nicht übernommen und ihr keine Freistellung genehmigt. Trotzdem konnte Easley ihr Studium erfolgreich abschließen. In ihren letzten Jahren bei der NASA war Easley als Personalanwerberin und Mentorin für die nächste Generation von NASA-Angestellen tätig. Zudem fungierte sie als lokale Ansprechpartnerin der Equal Employment Opportunity Commission, die sich um Belange der Nichtdiskriminierung am Arbeitsplatz kümmert. 1989 ging sie in Rente.
Easleys Ehe endete Ende der 1960er Jahre in der Scheidung. Privat spielte sie Tennis und Golf und begann mit 46 Jahren, regelmäßig Ski zu fahren. Easley starb im Sommer 2011 78-jährig in Cleveland. In Anerkennung ihres Lebenswerkes wurde 2021 von der Internationale Astronomische Union ein Mondkrater nach ihr benannt. 2025 veröffentlichte die New York Times als Teil der Reihe „Overlooked No More“ nachträglich einen Nachruf auf sie. Über ihre Beteiligung an der Entwicklung der Centaur-Raketenstufe legte Easley einen Grundstein für diverse spätere Raumfahrtprojekte der NASA, unter anderem für die Cassini-Huygens-Mission in den 1990er Jahren.